# Bryum atropurpureum
Bryum atropurpureum är en bladmossart som beskrevs av Bruch och W. P. Schimper 1839. Bryum atropurpureum ingår i släktet bryummossor, och familjen Bryaceae. Inga underarter finns listade i Catalogue of Life.